# Пространство ограниченных последовательностей
Пространство ограниченных последовательностей — метрическое пространство. Каждый его элемент определяется как бесконечная последовательность чисел {\displaystyle x=\{x_{n}\}_{i=1}^{\infty }}, каждый член которой ограничен по модулю: {\displaystyle |x_{i}|\leqslant K_{i}}, {\displaystyle i=1,...\infty }, где {\displaystyle K_{i}},  {\displaystyle i=1,...\infty } - константы, и в котором определено расстояние {\displaystyle \rho (x,y)} между любыми двумя точками {\displaystyle x,y}, как: {\displaystyle \rho (x,y)=\sup _{i}|x_{i}-y_{i}|}, {\displaystyle i=1,...\infty }, где {\displaystyle \sup } - точная верхняя граница.
Для пространства ограниченных последовательностей приняты стандартные обозначения {\displaystyle m} или {\displaystyle \ell _{\infty }}.
Пространство {\displaystyle m} не является сепарабельным и является полным.
При определении нормы в {\displaystyle m} как:
{\displaystyle \left\|x\right\|=\sup _{i}|x_{i}|}, {\displaystyle i=1,...\infty }
оно становится линейным нормированным пространством.
Примеры:
- бесконечные последовательности чисел вида {\displaystyle x=\{x_{n}\}_{i=1}^{\infty }}, таких, что {\displaystyle |x_{i}|\leqslant 1}, {\displaystyle i=1,...\infty }
- бесконечные последовательности чисел вида {\displaystyle x=\{x_{n}\}_{i=1}^{\infty }}, таких, что {\displaystyle |x_{i}|\leqslant {\frac {1}{i}}}, {\displaystyle i=1,...\infty }